# 比亚迪B系列
比亚迪B系列是中国汽车制造商比亚迪汽车生产的一系列纯电动公交车。这是比亚迪首款采用磷酸铁锂电池的公交车。有10米单层（B10）、11米双层（BD11）、12米单层（B12）、12米三轴双层（B12D）、15米三轴单层（B15）和18米铰接式公交车（B18）可供选择。

## 历史
比亚迪B系列于2020年7月29日上市，计划取代广受欢迎的比亚迪K系列。车身由沃尔夫冈·艾格设计。据比亚迪介绍，新款公交车型配备LED水灯、USB充电接口、节能6%的新一代轮毂电机，以及轻量化铝制框架，车身重量可减轻10%。

## 运营

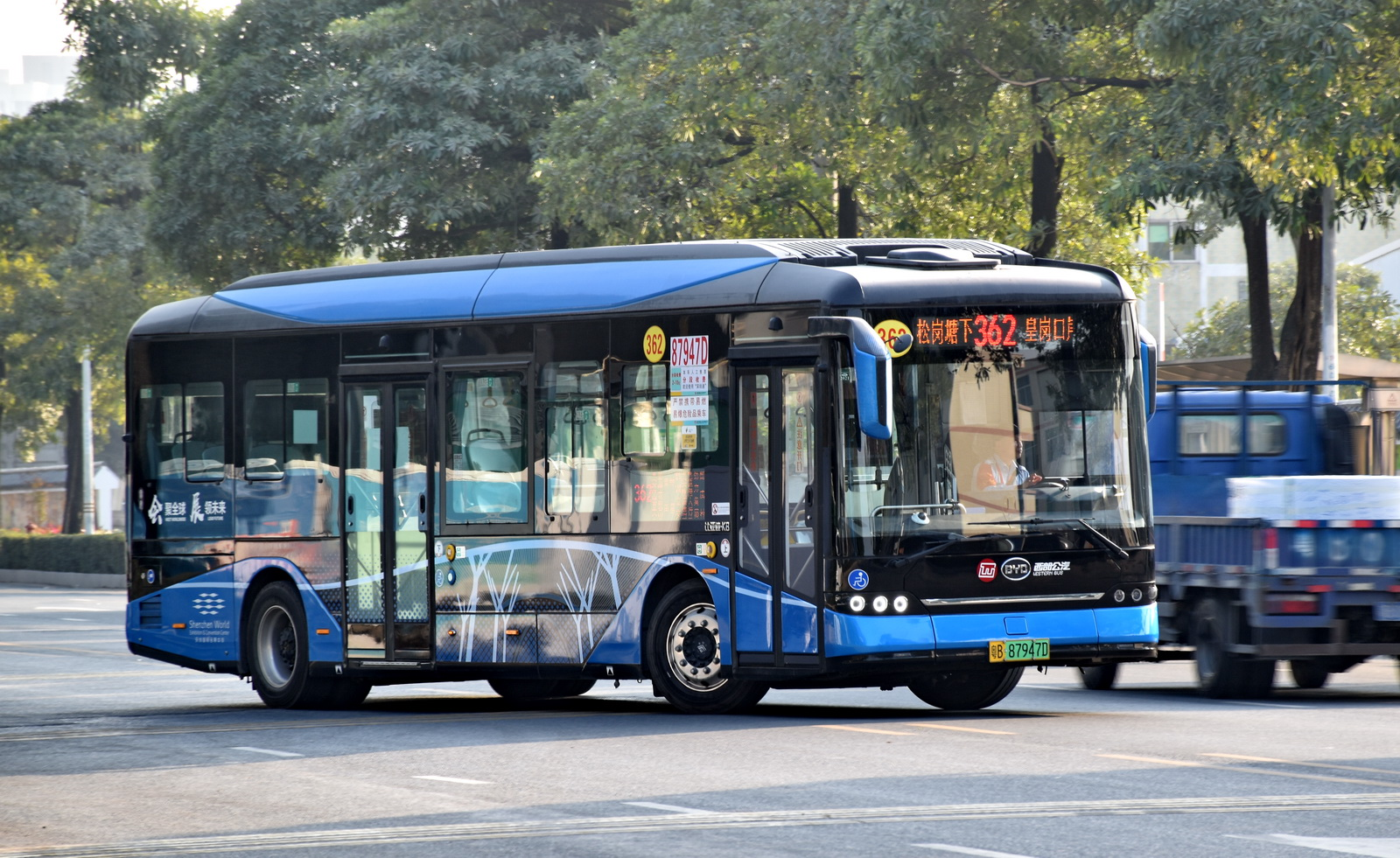
比亚迪B10由西部公汽在深圳运营

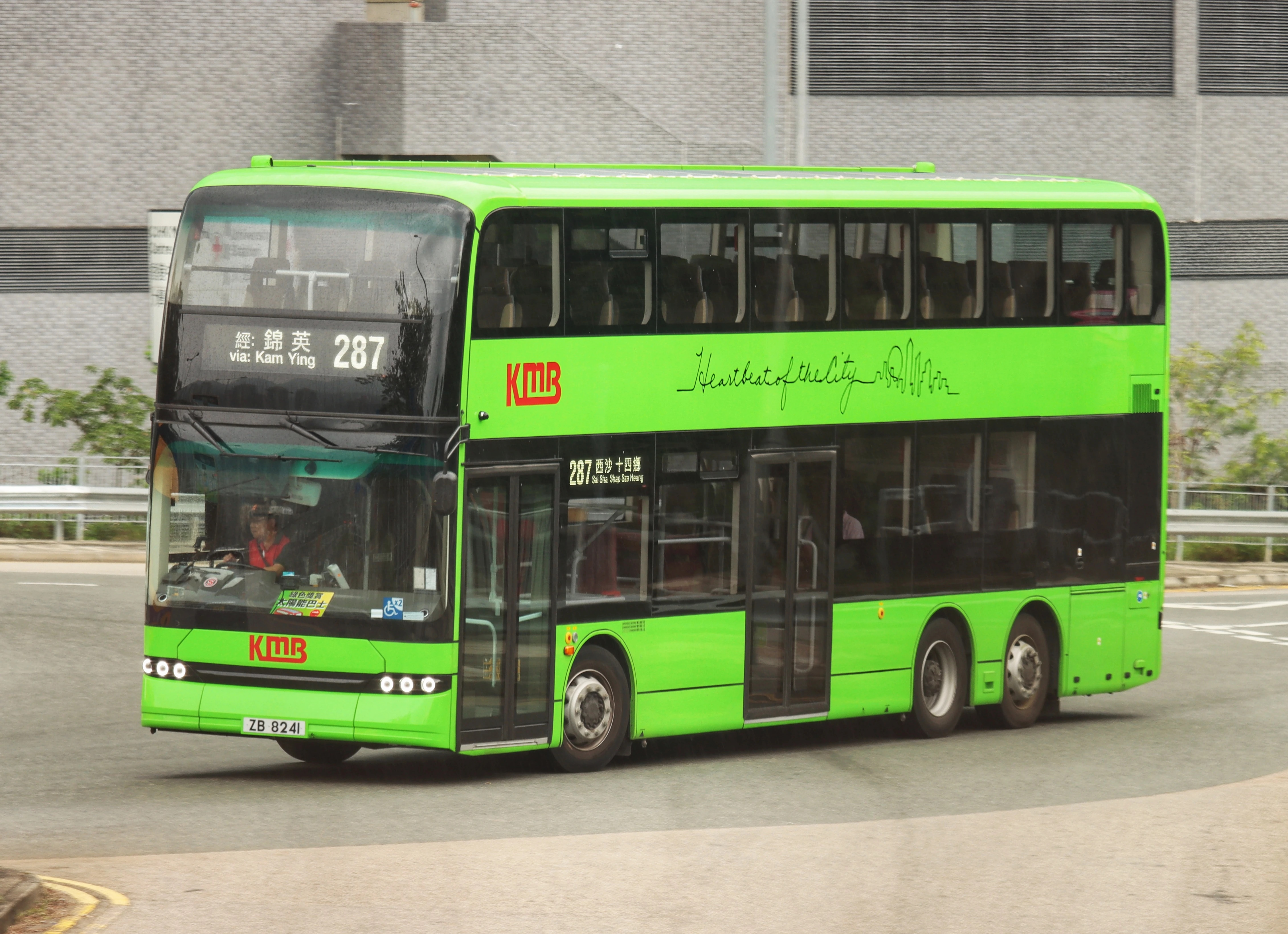
香港九龙巴士比亚迪B12D双层巴士

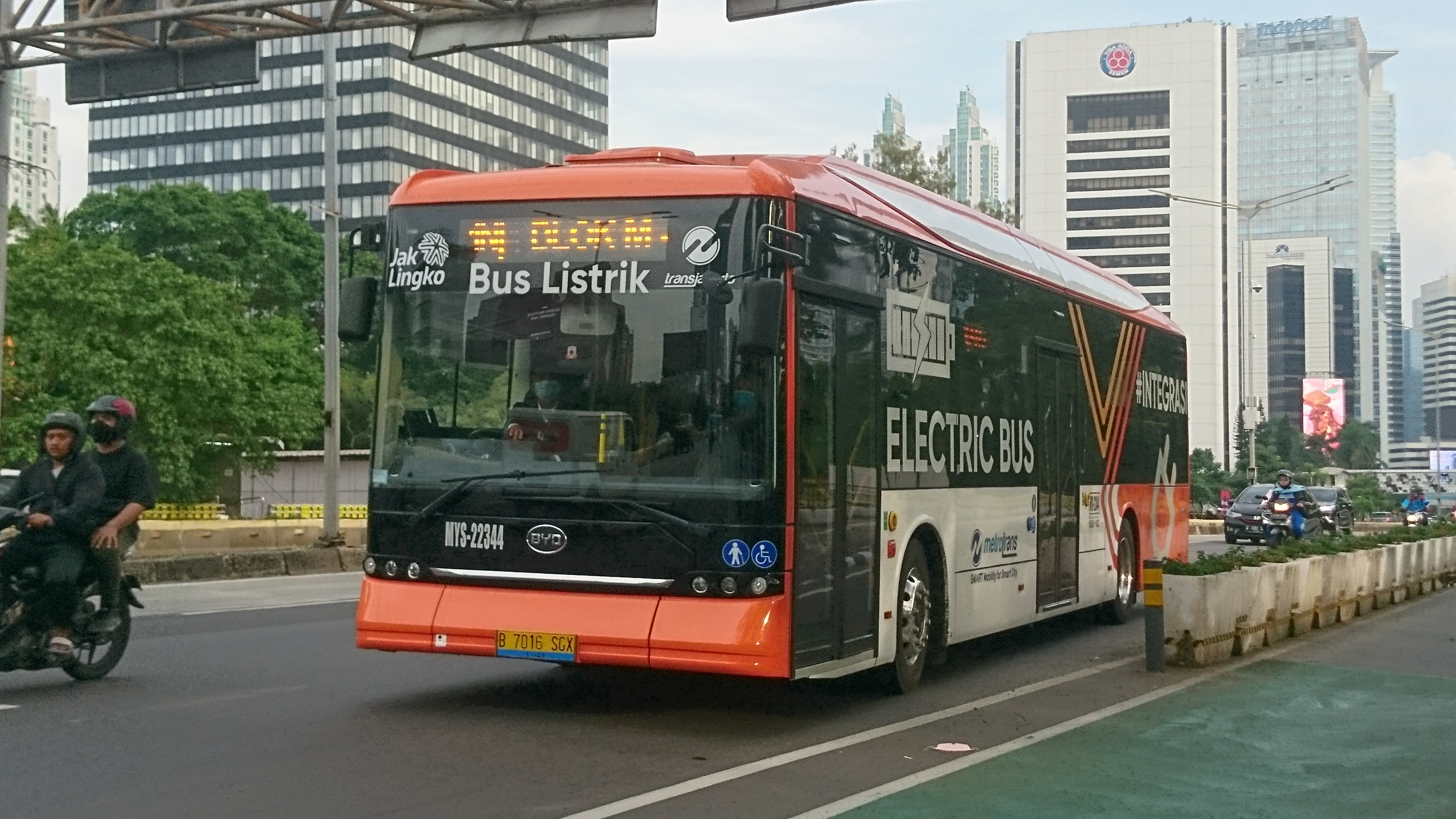
一辆比亚迪B12巴士抵达雅加达苏迪曼站附近

### 中国
- 济南：2022年7月交付340辆比亚迪B10公交车。[5]
- 常州：首批B系公交车将于2021年投入运营。[6]
- 深圳：
  - 截至2020年，西部公汽运营88辆比亚迪B10。
  - 10辆比亚迪B12D双层巴士，用于旅游观光服务。[7]
- 中山：2022年交付50辆比亚迪B10。
- 宜昌：10辆比亚迪B18投入当地BRT线路运营。[8]
- 香港：
  - 16辆比亚迪B12A公交车于2022年投入九龙巴士使用。这些电动公交车是第一批按照右手驾驶规格制造的B系列公交车。[9][10][11]
  - 41辆比亚迪B12D型客车也于2023年交付给九巴，该批客车于同年7月首次投入213M线。[12][13]
- 中国许多其他城市也购买了B10 或B12，包括武汉、[14]广州（广汽比亚迪）、[15]和贵阳[16]。

### 亚太地区
- 日本：2辆K8 2.0于2024年投入京滨急行巴士使用。[17]
- 印度尼西亚：2022年向雅加达专线巴士交付了30架B12A。[18][19]
- 新加坡：
  - 2022年11月，康福德高（英语：ComfortDelGro）接收了几辆三门比亚迪B12A03型公交车，用于新加坡国立大学和南洋理工大学内部穿梭巴士（英语：Internal Shuttle Bus）服务。这些公交车与之前投入使用的中通N12型公交车将逐步取代ISB路线上的所有柴油公交车。[20][21]
  - 比亚迪B12A03单层巴士同样配备三门，在2022年新加坡国际运输大会及展览会上展出。[22][23][24]展览结束后，这辆巴士经过改装、重新粉刷，并于2024年1月14日在新捷运旗下投入使用。它的注册号为SG4013A。这辆巴士在70、70M、138*、162和265路公交车上投入使用。[25]
  - 2023年11月25日，新加坡陆路交通管理局宣布已与比亚迪签订合同，购买240辆三门比亚迪BC12A04型公交车，并可选择在2024年10月再购买60辆。这些公交车已于2024年12月2日投入运营。[26]部署在80、86、107、107M、116和159路公交线路上。

- - 新款比亚迪BC12A05（市场代号B12DS）电动双层3门2楼梯巴士在2024年新加坡国际交通大会暨展览会上首次亮相。这款B12DS巴士专为新加坡市场设计，车身由珠海广通汽车制造。它可能被陆路交通管理局接受为试验巴士，因为该局的愿景是到2030年让一半的公共巴士车队实现电动化，并且最近倾向于双层巴士采用3D2S配置。 * 由于第三扇门无法放入巴士站，陆路交通管理局未批准138号巴士上路。

### 欧洲
- 芬兰：Nobina订购了42辆B15，供图尔库使用。[27]
- 英国：比亚迪BD11于2024年12月投入伦敦交通局运营。[28][29]此外，B12单层电动公交车也已按照TfL规格生产并将投入使用。[30]

### 南美洲
- 智利：10辆B12D双层巴士将于2023年中期在520路上投入使用。[31]圣地亚哥交通订购了一辆B18C01铰接式公交车，该公交车于同年在516路上投入使用。

## 奖项

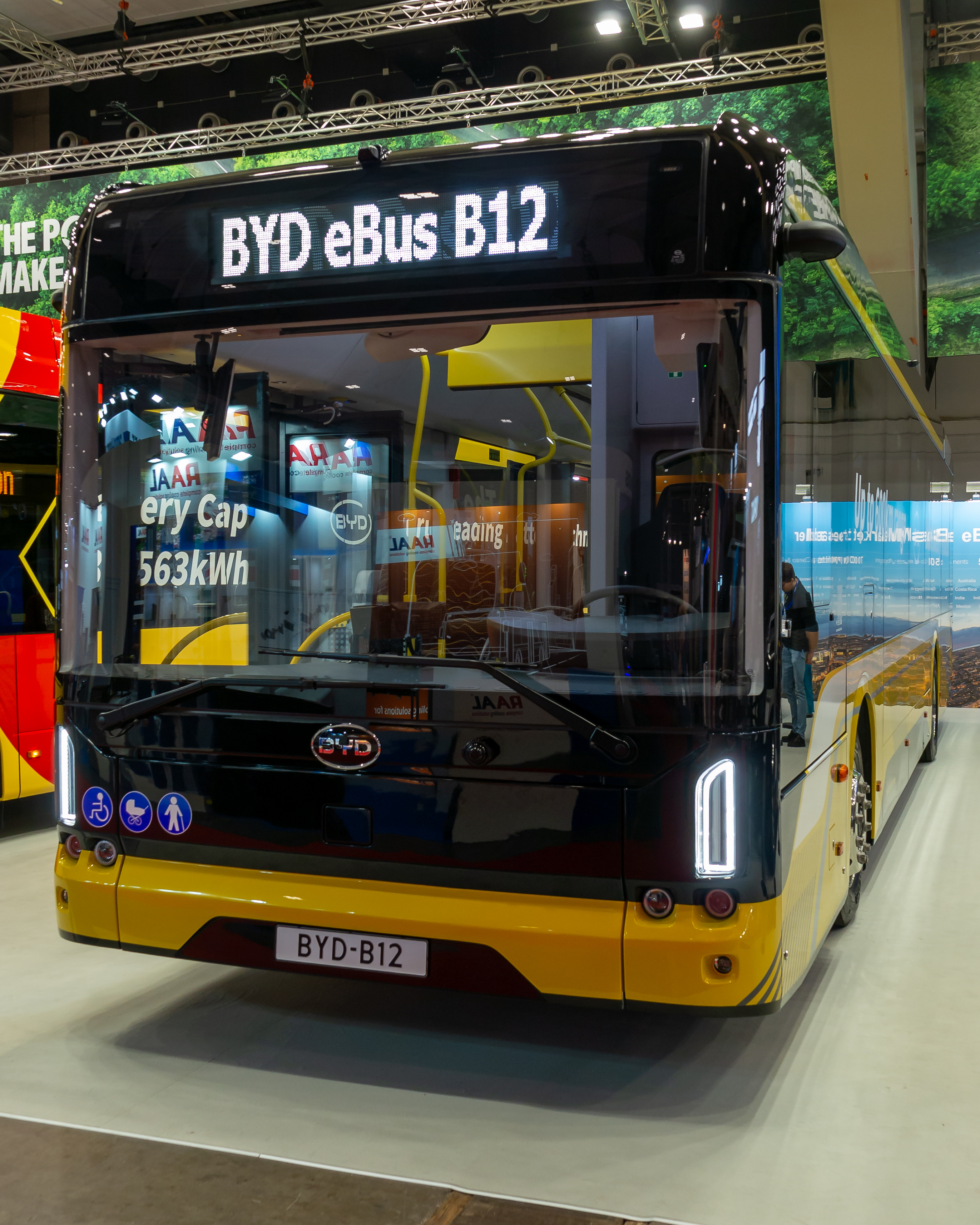
B12亮相2023年欧洲客车世界展会

2022年1月7日，比亚迪B10荣获“2021年度运输者口碑新能源客车奖”。